# Edmond Genet
Edmond Charles Clinton Genet (ur. 9 listopada 1896 w Ossining w stanie Nowy Jork, zm. 17 kwietnia 1917) – amerykański pilot, członek Escadrille Lafayette.

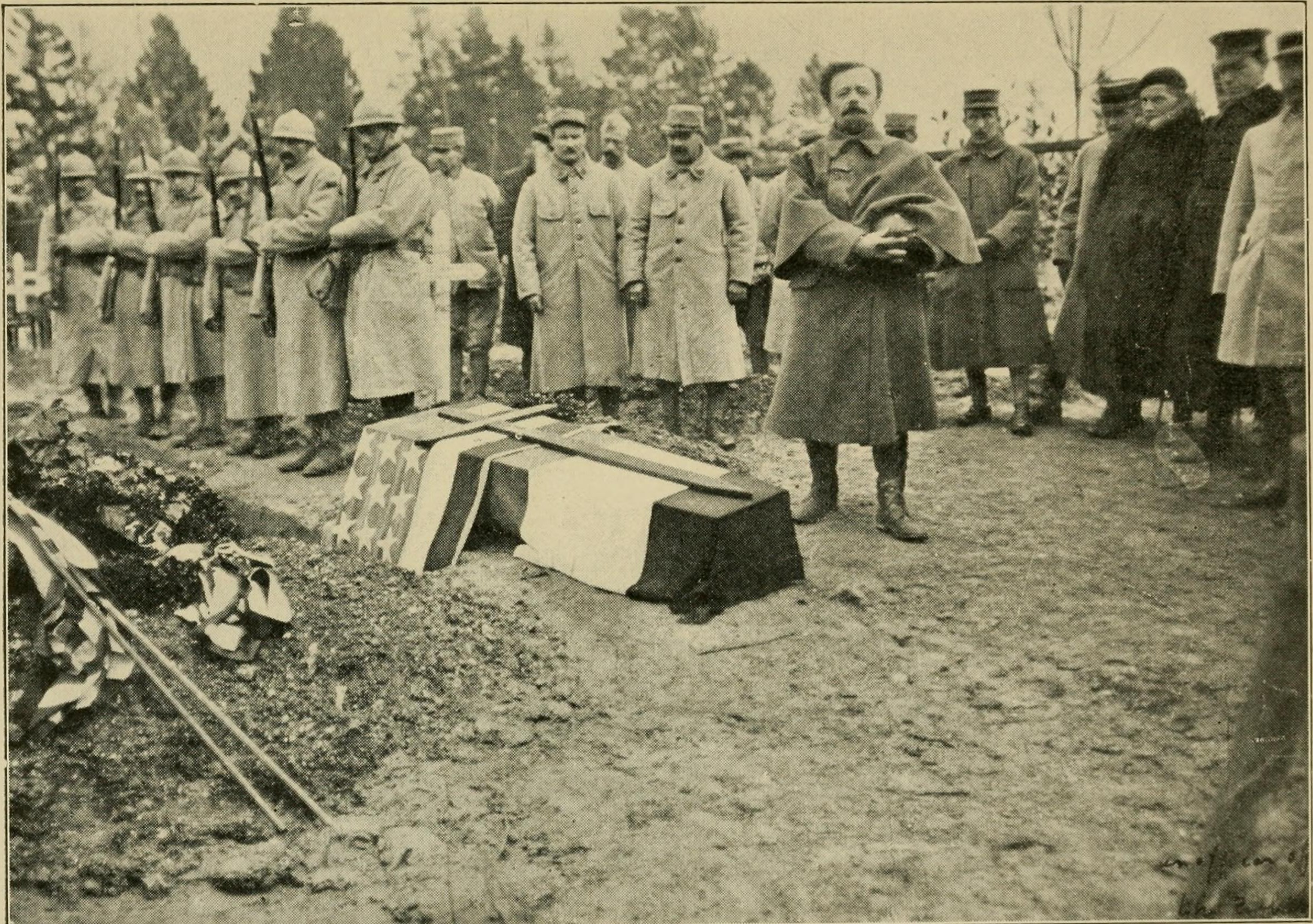
Pogrzeb Edmonda Geneta

Praprawnuk Edmonda-Charlesa Genêta - ambasadora Francji w USA podczas Rewolucji Francuskiej.
Służył w US Navy. W styczniu 1915 przypłynął do Francji, by wstąpić do Legii Cudzoziemskiej. 22 stycznia 1917 dołączył do Escadrille Lafayette. Był pierwszym amerykańskim lotnikiem, który zginął po wypowiedzeniu przez Stany Zjednoczone wojny Niemcom podczas I wojny światowej. Poniósł śmierć zestrzelony ogniem artylerii przeciwlotniczej 17 kwietnia 1917.